# Caixa recopilatòria

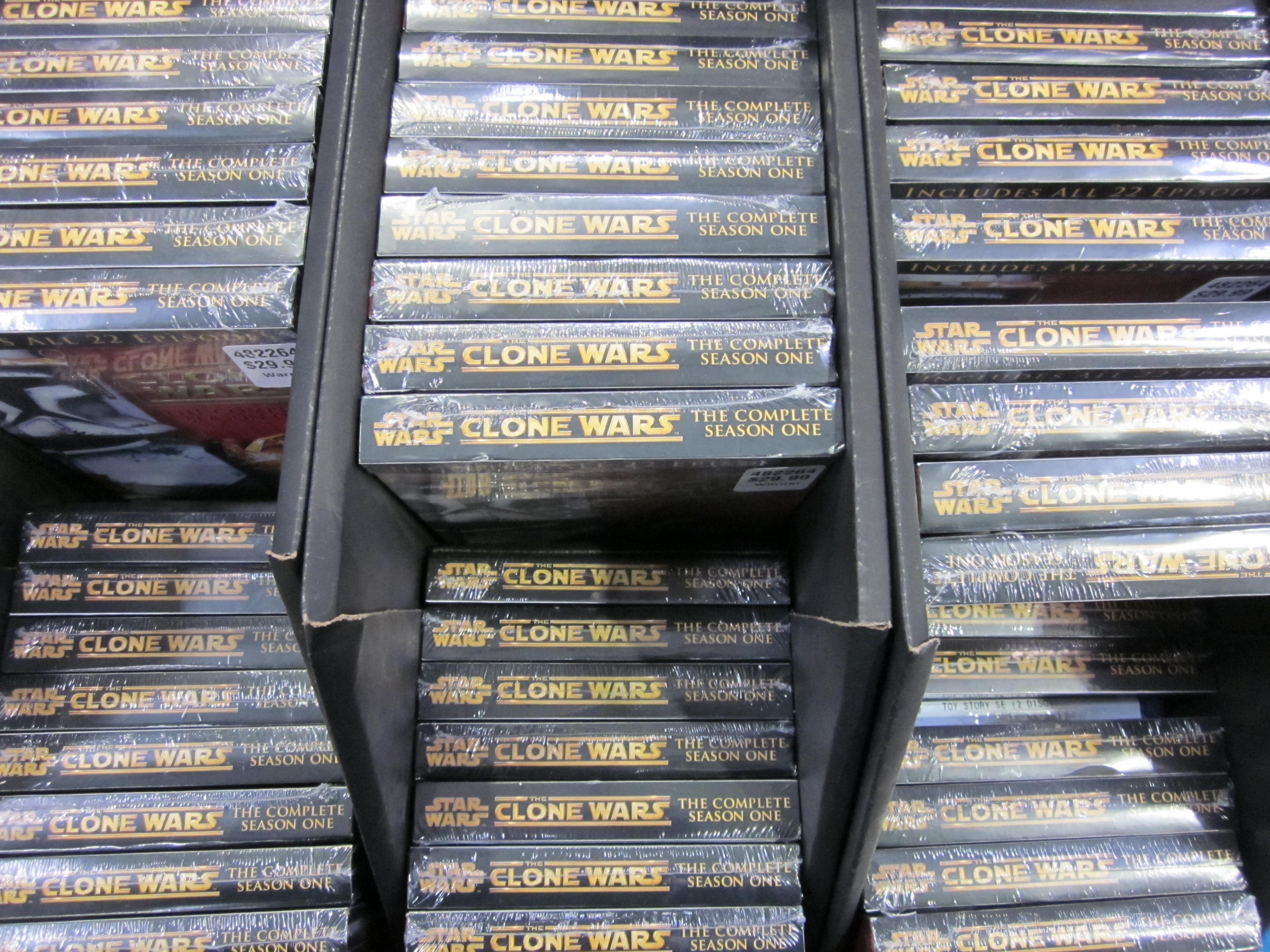
Caixes recopilatòries dels DVD de la 1a temporada de Star Wars: The Clone Wars

Una caixa recopilatòria (en anglès box set) és una caixa que conté diversos enregistraments musicals, pel·lícules, programes de televisió o qualsevol altre tipus de col·lecció. Sovint aquest tipus de caixa ve presentada en edició de luxe i proporciona un nombre determinat d'articles venuts d'una sola vegada en forma de col·lecció que, d'una altra manera, haurien de ser adquirits separadament.